# The Pagan Review

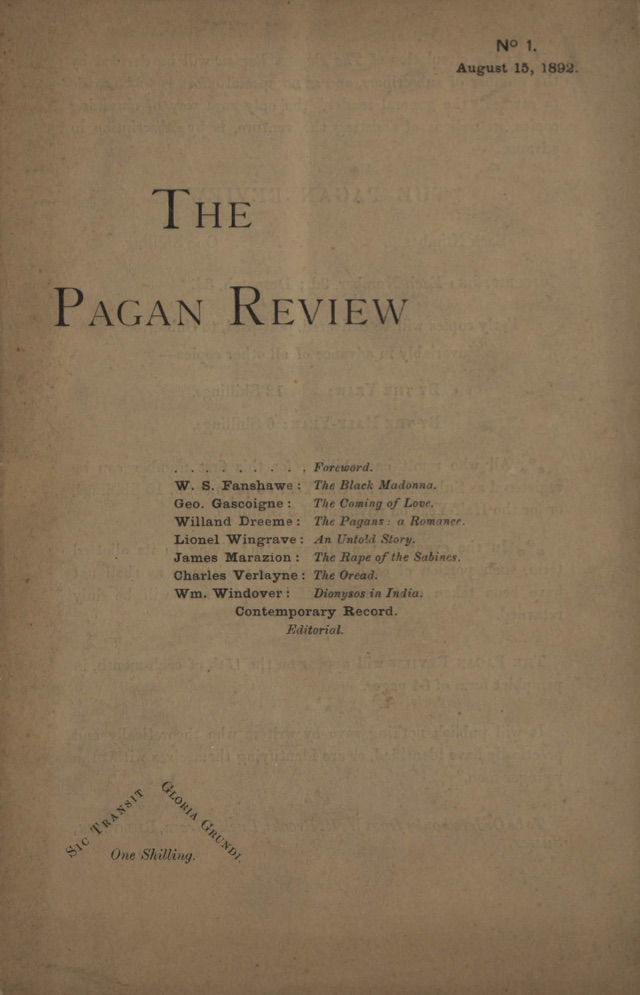
Portada del único número de The Pagan Review.

The Pagan Review fue una revista literaria publicada en un solo número en agosto de 1892. Fue creado por el escritor escocés William Sharp, quien fue llamado pagano en una reseña de su poemario Sospiri di Roma (1891) y llegó a abrazar la descripción. La revista promovió una forma moderna de paganismo centrada en la igualdad entre los sexos. El contenido, que fue escrito por Sharp bajo una variedad de seudónimos, constaba de ficción en prosa, poemas, una obra de teatro inacabada y reseñas de literatura reciente.
Cuando se publicó, The Pagan Review fue acusada de estar muy alejada del antiguo paganismo. Retrospectivamente, la revista ha sido analizada en el contexto del paganismo literario de la época victoriana y el movimiento Nueva Mujer.

## Trasfondo
William Sharp (1855–1905) fue un escritor escocés que defendió la creación de la belleza y quiso desafiar las normas de la época victoriana sobre la forma poética y la sexualidad. Fue llamado pagano en la reseña de The Scotsman de su colección de poesía Sospiri di Roma (1891), que fue escrita en Roma y utilizó estatuas antiguas desnudas como punto de partida para alabar la sensualidad humana. Sharp primero se opuso a esta etiqueta, que asoció con la sensualidad a expensas de la ética y la ausencia de religiosidad, pero pronto se apropió de ella para sus propios fines. En una carta escrita en París el 23 de abril de 1892, se dirigió a sus amigos Catherine Ann y Thomas Allibone Janvier como «compañeros paganos».
The Pagan Review se escribió poco después de que Sharp y su esposa Elizabeth se establecieran en el campo de Sussex, poniendo fin a su estilo de vida bohemio en Italia y Francia y comenzando un productivo período de escritura. Fue pensada como una revista trimestral y editada por Sharp bajo el seudónimo de W. H. Brooks, un guiño a su abuelo materno William Brooks.
La entrada del diario de Sharp del 2 de junio de 1892 menciona que había comenzado a escribir la historia «El rapto de las sabinas». Se basó en una historia que le contó una mujer durante una visita a San Polo dei Cavalieri. La entrada del diario dice que fue para White Review («Reseña blanca»), y el color blanco ocupa un lugar destacado en Sospiri di Roma, en descripciones de mármol, flores, estatuas y cuerpos. A medida que evolucionó el contenido de la revista, White fue reemplazada por Pagan. «The Pagans: a Memory» fue escrita el 3 y 4 de junio y parece ser parcialmente autobiográfica, ya que refleja el tiempo de Sharp con su amante Edith Rinder en Roma y París.

## Contenido
El primer número de The Pagan Review se publicó el 15 de agosto de 1892 y contenía los siguientes textos, todos escritos por Sharp bajo una variedad de seudónimos.
| Título                                                | Seudónimo        | Resumen |
| ----------------------------------------------------- | ---------------- | --- |
| «Foreword» («Prefacio»)                               | W. H. Brooks     | El editor presenta la revista como una expresión de la corriente pagana dentro de la generación joven en la literatura. Él dice que este tipo de paganismo aún no tiene un nombre propio, pero apoya la igualdad entre hombres y mujeres y celebra el matrimonio y la vida. |
| «The Black Madonna» («La Virgen Negra»)               | W. S. Fanshawe   | Una historia corta ambientada en algún lugar de África. Durante un festival religioso que involucra sacrificios humanos repetidos en la estatua de una diosa, Bihr el Jefe cuestiona la existencia de la diosa. Ella se le revela y le explica que solo ella es eterna y que otros dioses son expresiones de ella. Bihr se enamora de la diosa e intenta, en contra de sus advertencias, casarse con ella, lo que termina con él crucificado y clavado en una roca cercana. |
| «The Coming of Love» («La llegada del amor»)          | George Gascoigne | Poema en cuatro cuartetas que describe paisajes con lechos de mimbre y suaves vientos que evocan la alegría. El poeta pregunta a quién pertenece todo esto. |
| «The Pagans: a Memory» («Los paganos: un recuerdo»)   | Willand Dreeme   | Presentado como el capítulo inicial de una novela sobre el amor entre un escocés y una pintora francesa de ascendencia escocesa e irlandesa. El hermano de la mujer, que también es pintor y vive con ella, no aprueba sus preferencias bohemias y la pareja acaba abandonando París juntos. La historia se llama «The Pagans: a Romance» («Los paganos: un romance») en la tabla de contenido.                                                                             |
| «An Untold Story» («Una historia no contada»)         | Lionel Wingrave  | Poema compuesto por dos sonetos. |
| «The Rape of the Sabines» («El rapto de las sabinas») | James Marazion   | Una historia corta ambientada en Sabinia, Italia, donde dos primos arrieros tienen una relación secreta con dos hermanas locales. El padre de las muchachas se niega a dejar que se casen con alguien que no sea sabino y organiza bodas con otros dos hombres. En la noche de la doble boda, los primos se esconden en la habitación de las muchachas, asesinan a los novios y se van con las dos hermanas, tras ser asistidos por el hermano menor de las hermanas.       |
| «The Oread» («La Oréada»)                             | Charles Verleyne | Presentado como fragmento de un próximo libro titulado La Morte s'Amuse. En Escocia, una Oréades se encuentra con un hombre por primera vez. Ella está asustada y confundida por su ropa, pero cuando lo atrapa nadando desnudo, se calma y lo elige como su compañero. |
| «Dionysos in India» («Dionisio en la India»)          | Wm. Windover     | Fragmento de una obra de teatro ambientada en el Himalaya. Tres faunos anticipan la llegada de un dios ciego y perdido. |
| «Pastels in Prose» («Pasteles en prosa»)              | S.               | Una reseña de Pastels in Prose (1890), una antología de poemas en prosa franceses traducidos al inglés por Stuart Merrill. |
| «Contemporary Record» («Registro contemporáneo»)      | W. H. Brooks     | Breves reseñas de The Sisters de Algernon Charles Swinburne, One of Our Conquerors de George Meredith, The Foresters de Alfred Tennyson y La Débâcle de Émile Zola. Notas sobre las muertes de Robert Bulwer-Lytton y Walt Whitman. Breves comentarios sobre las nuevas obras de Hall Caine, Rudyard Kipling, William Hurrell Mallock, Robert Louis Stevenson y Maurice Maeterlinck.                                                                                        |

The Pagan Review se suspendió oficialmente después de un solo número cuando Sharp devolvió todas las suscripciones con el siguiente mensaje:

On the 15th of September, still-born The Pagan Review.

Regretted by none, save the affectionate parents and a few forlorn friends, The Pagan Review has returned to the void whence it came. The progenitors, more hopeful than reasonable, look for an unglorious but robust resurrection at some more fortunate date. "For of such is the Kingdom of Paganism."
El 15 de septiembre, nació muerto The Pagan Review.

Lamentado por nadie, salvo los afectuosos padres y algunos amigos tristes, The Pagan Review ha regresado al vacío de donde surgió. Los progenitores, más esperanzados que razonables, esperan una resurrección sin gloria pero robusta en alguna fecha más afortunada. «Porque tal es el Reino del Paganismo».
W. H. Brooks.

## Análisis y recepción

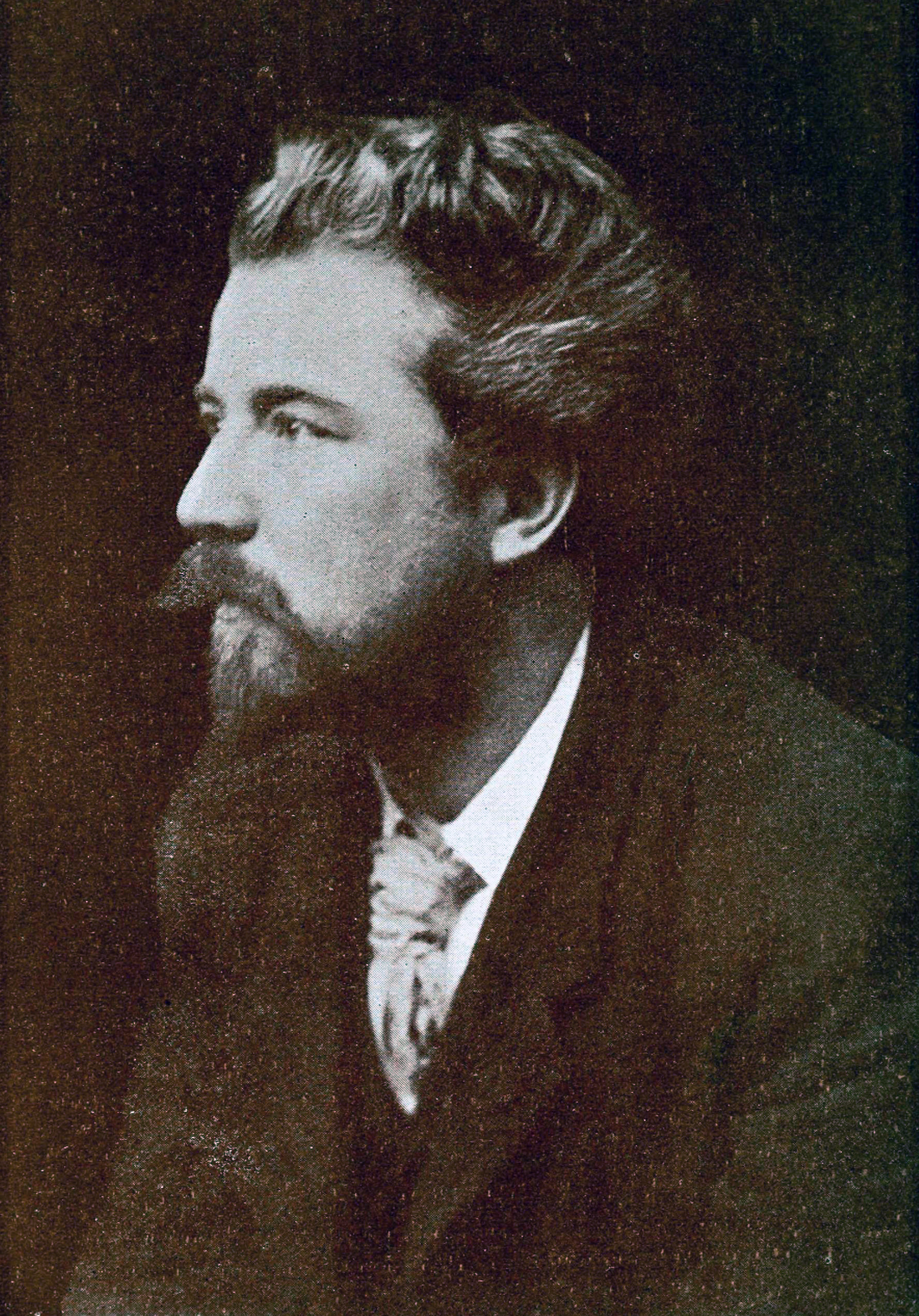
William Sharp en 1894.

The Saturday Review publicó una reseña The Pagan Review el 3 de septiembre de 1892, donde se describía la revista como mal escrita y sin algo que decir. En cuanto a su conocimiento del paganismo, el crítico escribió:

There can be no better cure for the errors of Neo-paganism than a study of the old pagans, Homer, Sophocles, Virgil. They, not M. Paul Verlaine, not even Mr. George Meredith, not even Beaudelaire (as the Pagan Review calls that author, who himself smote the Neo-Pagans in a memorable essay) are the guides to follow.
No puede haber mejor cura para los errores del neopaganismo que un estudio de los antiguos paganos, Homero, Sófocles, Virgilio. Ellos, ni M. Paul Verlaine, ni siquiera el Sr. George Meredith, ni siquiera Beaudelaire (como llama la Pagan Review a ese autor, que él mismo fustigó a los neopaganos en un memorable ensayo) son los guías a seguir.

En su libro William Sharp / Fiona Macleod: A Memoir (1910), Elizabeth Sharp describió The Pagan Review como un producto de la «actitud mental [de Sharp] en ese momento... un puro deleite en la belleza de la vida y la naturaleza objetivas, mientras él cabalgó en la cresta de la ola de salud y de ánimo exuberante que le había llegado a Italia tras su prolongada enfermedad y convalecencia». Edward Lewis escribió en The Atlantic en 1917 que The Pagan Review fracasó debido a su paganismo abierto, argumentando que tal etiqueta puede tener mérito entre amigos pero tiene un «efecto extintor» cuando se usa en público. Lewis dijo que Sharp «podría haber pensado que era el elemento neopagano en sus libros lo que los hacía tan atractivos para una gran y fiel compañía de lectores, y puede haber estado en lo correcto al pensar así; pero no percibió el riesgos que corrió al abstraerlos de su marco imaginativo y literario, y exponerlos en toda la desnudez de su nombre propio».
La erudita literaria Bénédicte Coste asocia el «nuevo paganismo» de Sharp con una tendencia de finales del siglo XIX de lanzar movimientos con la palabra «nuevo». Ella dice que The Pagan Review «ofrece una descripción sorprendentemente completa de lo que el paganismo llegó a representar para algunos victorianos tardíos», ubicándolo en un contexto de autoridad religiosa en declive, discursos científicos, los contactos del Imperio británico con poblaciones no cristianas, y un retorno previsto a la naturaleza primigenia en reacción a la urbanización y las normas sociales victorianas. El paganismo literario había existido en Alemania desde finales del siglo XVIII e influyó en los escritores románticos británicos, antes de que surgiera una fascinación más amplia por el paganismo en el Reino Unido en la década de 1890 a través de La rama dorada de James George Frazer y críticos literarios como F. W. Barry, quien usó la palabra «neopagano» para los escritores que preferían temas celtas y clásicos a las influencias cristianas. Coste asocia esta versión del paganismo con la forma en que Walter Pater en 1867 había definido el paganismo como un sentimiento atemporal que articula la finitud humana y persiste como un elemento en todas las religiones. Escribiendo para el proyecto Y90s Classroom de la Universidad Metropolitana de Toronto, Omeir Syed Ali analiza The Pagan Review y, en particular, «The Pagans» como una expresión del romanticismo de finales del siglo XIX y el movimiento Nueva Mujer. Este último buscó establecer la misma posición social para hombres y mujeres y fue un precursor del feminismo.

### Citas
1. ↑  Halloran, 2022, p. 72.
2. ↑  Halloran, 2022, pp. 71–72.
3. 1 2 3 4  Halloran, 2022, p. 95.
4. ↑  Halloran, 2022, p. 90.
5. ↑  Halloran, 2022, pp. 94–95.
6. ↑  Halloran, 2022, p. 70.
7. ↑  Halloran, 2022, pp. 97–99.
8. ↑  Sharp, 1892, pp. 1–4.
9. ↑  Coste, 2014, § 20.
10. ↑  Sharp, 1892, pp. 5–18.
11. ↑  Sharp, 1892, p. 19.
12. ↑  Sharp, 1892, pp. 20–28.
13. ↑  Sharp, 1892, front page.
14. ↑  Sharp, 1892, p. 29.
15. ↑  Sharp, 1892, pp. 30–40.
16. ↑  Sharp, 1892, p. 41.
17. ↑  Coste, 2014, § 26.
18. ↑  Sharp, 1892, pp. 41–47.
19. ↑  Sharp, 1892, pp. 48–53.
20. ↑  Sharp, 1892, pp. 54–58.
21. ↑  Sharp, 1892, pp. 59–62.
22. ↑  Coste, 2014, § 37.
23. ↑  Coste, 2014, § 5.
24. ↑  The Saturday Review, 1892, pp. 268–269. , quoted in Coste (2014, § 5)
25. ↑  Halloran, 2022, p. 102.
26. 1 2  Lewis, 1917.
27. ↑  Coste, 2014, § 1.
28. ↑  Coste, 2014, § 40.
29. ↑  Coste, 2014, § 7–8.
30. ↑  Coste, 2014, § 9.
31. ↑  Ali, 2019.

## Lectura adicional
- Meyers, Terry L. (1996). «William Sharp and the Victorian Pressures on Sexuality». The Sexual Tensions of William Sharp: A Study of the Birth of Fiona Macleod, Incorporating Two Lost Works, Ariadne in Naxos and Beatrice. Studies in Nineteenth-Century British Literature 12. New York, Bern, Berlin, Frankfurt/M., Paris, Vienna: Peter Lang. pp. 13-16. ISBN 978-0-8204-2637-2.
- Shaw, Michael (2015). «William Sharp's Neo-Paganism: Queer Identity and the National Family».  En Dau, Duc; Preston, Shale, eds. Queer Victorian Families: Curious Relations in Literature. New York: Routledge. ISBN 978-1-315-76206-7. doi:10.4324/9781315762067.